# Schraußberg
Schraußberg är en kulle i Österrike.   Den ligger i distriktet Graz-Umgebung och förbundslandet Steiermark, i den östra delen av landet, 140 km sydväst om huvudstaden Wien. Toppen på Schraußberg är 573 meter över havet.
Terrängen runt Schraußberg är huvudsakligen kuperad, men åt sydost är den platt. Runt Schraußberg är det mycket tätbefolkat, med 1 692 invånare per kvadratkilometer.. Närmaste större samhälle är Graz, 8,9 km sydost om Schraußberg. 
Runt Schraußberg är det i huvudsak tätbebyggt.